# Jacob Davis

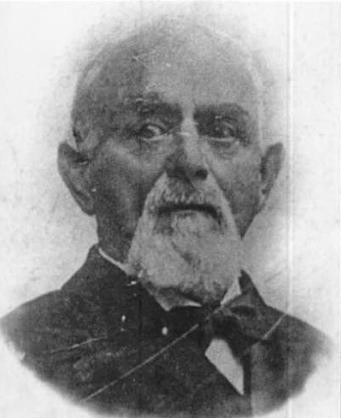
Jacob Davis

Jacob Davis (1834-1908), född i Lettland av judiska föräldrar men emigrerade 1868 till Nevada, USA. Skräddare och uppfinnare av de klassiska nitförstärkningar av koppar som används i jeans. Han tog patent på sin uppfinning tillsammans med Levi Strauss & Co den 20 maj 1873 och anställdes som produktionschef för kopparrelaterade produkter vid företaget.